# Lawrenny
Lawrenny est un village situé dans le comté de Pembrokeshire au pays de Galles.